# Corporate Philanthropy
Unter der Bezeichnung Corporate Philanthropy (zu deutsch: Wohltaten von Unternehmen) regte Irving Kristol 1977 den Aufbau eines Netzwerks von konservativen Denkfabriken, Stiftungen, Elitejournalen und Massenmedien an. Hillary Clinton bezeichnete laut Chrystia Freeland dies als „riesige rechtsgerichtete Verschwörung“. Auch wenn der Terminus altruistische Aktivitäten suggeriert, werden hierunter lt. Gabler Wirtschaftslexikon durchaus strategische Aktivitäten subsumiert, die der Erreichung von Unternehmenszielen dienen.

## „On Corporate Philanthropy“
Am 21. März 1977 veröffentlichte der „spiritus rector“ des amerikanischen Neokonservatismus Irving Kristol im Wall Street Journal den Aufruf ’’On Corporate Philanthropy’’, der sich an Gleichgesinnte – Intellektuelle und Wirtschaftsführer – richtete.
Seine „korporative Menschenfreundlichkeit“ war angetrieben von der Sorge vieler amerikanischer Geschäftsleute, den Kampf um die Ideen zu verlieren und darauf gerichtet, die Gewinnung „des Krieges der Ideen und Ideologien innerhalb der Neuen Klasse“ (damit meinte Kristol die Intellektuellen) zu organisieren. Durch Umformung des „Klimas der öffentlichen Meinung“ soll die intellektuelle Dominanz der neoliberalen Wirtschaftsdoktrin zugunsten der Erhaltung des Kapitalismus errungen werden. Dazu sollte die Wirtschaft die Errichtung von Institutionen, so genannten Think Tanks, finanzieren, an denen jene „Dissidenten“ unter den Intellektuellen, „die wirklich an die Bewahrung eines starken Privatsektors glauben“, eine Armee für das intellektuelle Schlachtfeld rekrutieren und mit ihren Projekten Einfluss auf die Regierungspolitik nehmen sollten.

## Der Erfolg
Wie Freeland 2012 feststellte, hat Kristol mit seinem Flügel der Intellektuellen gesiegt und der Triumph des Kapitalismus wurde mit dem Untergang der Sowjetunion ein globaler. Weltweit sei nun der Neokonservatismus im Aufschwung und auch in den Schwellenländern habe sich die Freiheit der Märkte durchgesetzt. Während heute die Universitäten finanziell angeschlagen seien, strotzten Think Tanks vor Gesundheit dank der reichlichen Zuwendungen, mit denen die erblühte Superelite ihren Einfluss auf sie stärke. Das Bewusstsein der ideellen Führung der Konservativen habe zudem einen machtvollen kulturellen Wandel bewirkt und vorwiegend prosperieren jene Intellektuellen, die der Superelite am nächsten stehen. Sie können ihr Einkommen vervielfachen, indem sie als Berater und Vortragsredner herangezogen werden, beeinflussen die öffentliche Meinung bezüglich der Wirtschaft und nehmen als Experten Einfluss auf die Politik.